# 名古屋市立荒子小学校
名古屋市立荒子小学校（なごやしりつ あらこしょうがっこう）は、名古屋市中川区中郷四丁目にある公立小学校。児童数は約1000人で、『よい子　明るく　なかよく　よくはげむ』が校訓である。

## 歴史
1907年（明治40年）1月1日、従来の御厨尋常高等小学校・荒子尋常小学校・一柳尋常小学校の各小学校が廃止され、荒子尋常小学校として統合された。学校ではこの日をもって創立日とみなしている。実際の統合は1910年（明治43年）にそれぞれの旧小学校に置かれていた仮教場が廃止され、現在の校地において本校舎が成ったことによる。
前身となった御厨尋常高等小学校は荒子村大字打出、荒子尋常小学校は同村大字荒子、一柳尋常小学校は同村大字中島新田にそれぞれ存在した。いずれも1906年（明治39年）の町村再編の際に荒子村の学校となったものである。それ以前は御厨尋常高等小（1901年以前は御厨尋常小学校）については御厨村、一柳尋常小学校については一柳村の学校であった。
1921年（大正10年）には、合併に伴い名古屋市荒子尋常高等小学校と名称を変えている。1941年（昭和16年）には国民学校令による名古屋市荒子国民学校、1947年（昭和22年）の新学制による名古屋市立荒子小学校となり、現在に至っている。戦時中には岐阜県中津川市禅林寺に集団疎開を実施しており、戦後の1966年（昭和41年）7月3日には当時の教師・児童が当地を訪れ謝恩会を行った記録が残っている。
1969年（昭和44年）には校地に名古屋市立荒子幼稚園が開設されている。
また、1973年（昭和48年）には野田分校が名古屋市立野田小学校として、1976年（昭和51年）には中島分校が名古屋市立中島小学校としてそれぞれ分離し、1978年（昭和53年）には学区の一部が名古屋市立五反田小学校に分譲されている。

### 児童数の変遷
『愛知県小中学校誌』（2018年）によると、児童数の変遷は以下の通りである。
| 1947年（昭和22年） | 1271人 |  |
| 1957年（昭和32年） | 1553人 |  |
| 1967年（昭和42年） | 2110人 |  |
| 1977年（昭和52年） | 1835人 |  |
| 1987年（昭和62年） | 1470人 |  |
| 1997年（平成9年）  | 1019人 |  |
| 2007年（平成19年） | 1103人 |  |
| 2017年（平成29年） | 1030人 |  |

## 通学区域
所管する名古屋市教育委員会は、2018年（平成30年）9月1日現在、中川区のうち、荒子町・荒子二丁目・荒子四丁目・荒子五丁目・荒中町・打出町・打出二丁目・打出本町・打中二丁目・小城町・高畑二丁目・高畑三丁目・中郷一丁目・中郷二丁目・中郷三丁目・中郷四丁目・中郷五丁目・中須町（一部、字桜井・字辻ノ上・字藤六・字東流・字堀米）・中花町・法華西町・的場町・若山町の全域および打出一丁目・打中一丁目・吉良町・小塚町・細米町1丁目の各一部を通学区域として指定している。
また、卒業後の進学先は名古屋市立一柳中学校となっている。

## 交通アクセス
- 名古屋市営地下鉄東山線 高畑駅が最寄り駅である[WEB 1]。

### WEB
1. 1 2  名古屋市役所教育委員会事務局総務部企画経理課企画統計係 (2018年9月18日). “中川区の小・中学校一覧”.   名古屋市. 2018年11月14日閲覧。
2. ↑  “学校の概要”.   名古屋市立荒子小学校. 2018年11月20日閲覧。
3. ↑  名古屋市教育委員会事務局総務部教育環境計画室計画係 (2018年9月1日). “名古屋市立小・中学校の通学区域一覧（中川区）” (PDF).   名古屋市. 2018年11月15日閲覧。
4. ↑  名古屋市教育委員会事務局総務部教育環境計画室計画係 (2018年4月1日). “名古屋市立中学校区一覧（小→中）” (PDF).   名古屋市. 2018年11月14日閲覧。

### 文献
1. 1 2 3 4 5 6  中川区制50周年記念誌編集委員会 1987, p. 415.
2. ↑  愛知郡役所 1923, p. 298.
3. ↑  愛知郡役所 1923, p. 296.
4. ↑  愛知郡役所 1923, p. 290.
5. ↑  名古屋市会事務局 1983, p. 60.
6. ↑  六三制教育七十周年記念 愛知県小中学校誌 合同記念誌編集特別委員会 2018, p. 226.